# Красный коридор (Индия)
Красный коридор (англ. Red corridor, хинди लाल गलियारा) — термин в индийской общественно-политической науке, означающий регион на востоке Индии, наименее благополучный в социально-экономическом отношении и страдающий от действий различных террористических группировок (преимущественно маоистов-наксалитов). В «красный коридор» входят штаты Бихар, Чхаттисгарх, Джаркханд, Андхра-Прадеш, Мадхья-Прадеш, Орисса, Уттар-Прадеш и Западная Бенгалия. Среди населения этих штатов — наибольшие по стране показатели неграмотности, бедности и перенаселённости.
Согласно заявлениям правительства Индии по состоянию на июль 2011 года, 83 округа (включая предложенное дополнение в количестве 20 округов) в девяти штатах страдают от действий левоэкстремистских группировок.

## Экономическое положение
Районы, которые входят в «красный коридор», являются одними из беднейших в стране. Бихар имеет самый низкий внутренний продукт штата (SDP) среди всех индийских штатов, Уттар-Прадеш и Орисса также являются одними из беднейших штатов страны. Другие области, охватываемые «красным коридором», такие, как штат Чхаттисгарх и регион Телангана, входящий в Андхра-Прадеш, также бедны, или характеризуются значительным экономическим неравенством, или же обладают обоими этими качествами одновременно.
Ключевой особенностью этого региона является недиверсифицированная экономика, построенная исключительно на первичном секторе. Сельское хозяйство, иногда дополненное рудодобычей или лесным хозяйством, является основой экономики, которая зачастую не в состоянии обеспечивать быстро растущее население. Область обладает значительными природными ресурсами, в том числе минеральными, лесными, а также потенциальными гидроэнергоресурсами. В Ориссе, например, расположено 60 % резервов индийских бокситов, 25 % угля, 28 % железной руды, 92 % никеля и 28 % запасов марганца.

## Социальное положение
Общества областей, охватываемых «красным коридором», как правило, стратифицированы, характеризуются делением на касты и феодальной раздробленностью. В большей части области живут коренные племенные группы населения (адиваси), в том числе санталы и гонды. В Бихаре и Джаркханде есть деление и на касты, и на племена, и присутствует насилие, связанное с враждой между этими социальными группами. В регионе Телангана Андхра-Прадеш также есть глубокое кастовое деление. И в Чхаттисгархе, и в Орисса существует значительное обнищание племенного населения.

## Разрыв в Ориссе
Красный коридор почти непрерывен от границы Индии с Непалом до северных окраин Тамил-Наду. Существует, однако, значительный промежуток, состоящий из прибрежных и некоторых центральных районов штата Орисса, где наксалиты низкоактивны, а показатели грамотности и диверсификации экономики выше. Однако, материковые районы Ориссы, которые попадают в «красный коридор», имеют значительно более низкие показатели, и уровень грамотности во всем регионе значительно ниже среднего по стране.